# Charlotte Sophie Bentinck

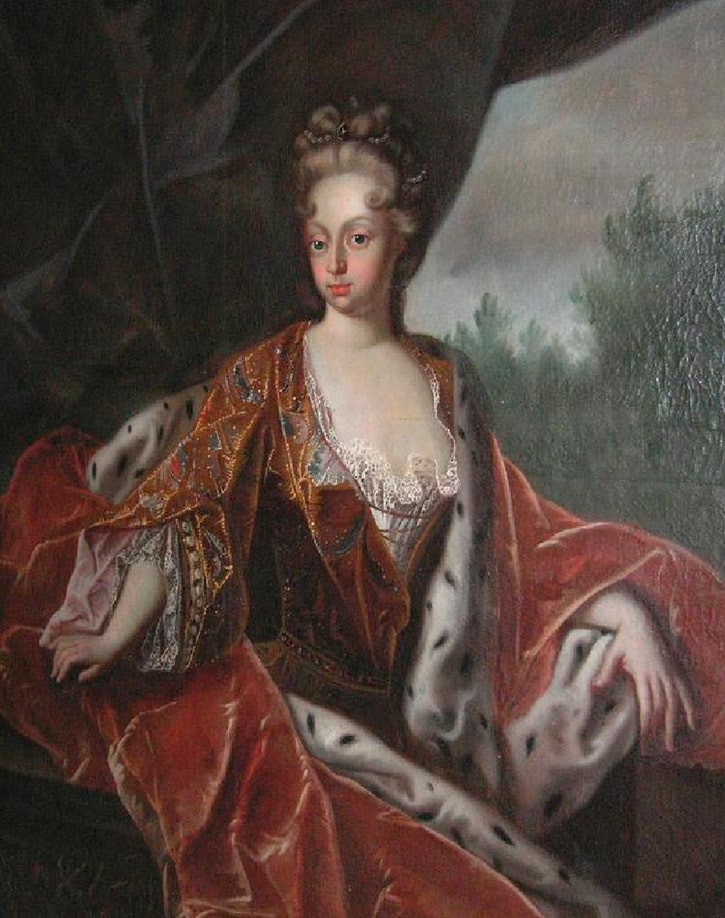
Charlotte Sophie Bentinck

Charlotte Sophie Gräfin (von) Bentinck, geborene Reichsgräfin von Aldenburg (* 5. August 1715 in Varel; † 4. Februar 1800 in Hamburg), war eine deutsche Adelige und u. a. befreundet mit Voltaire, Friedrich dem Großen und Graf Wilhelm von Schaumburg-Lippe.

## Leben

### Herkunft, frühe Jahre und Ehe (bis 1738)
Charlotte Sophie wurde als Tochter des Grafen Anton II. von Aldenburg (1681–1738) und der Prinzessin Wilhelmine Maria Landgräfin von Hessen-Homburg (1678–1770) in Varel geboren, wo sie auch aufwuchs. Ihr Urgroßvater Graf Anton Günther von Oldenburg (1583–1667) hatte seinen Sohn Anton I. von Aldenburg, der aus einer illegitimen Beziehung stammte, mit einem Adelsbrief und mit der erblichen Würde eines Reichsgrafen von Aldenburg (der ältesten Namensform von Oldenburg) ausgestattet. Dessen Sohn und Erbe Anton II. war dadurch Herr über die Mediatherrschaft Varel und die mit ihr verbundenen gräflichen Vorwerke in Butjadingen. Dazu gehörten weiterhin die Herrschaft Kniphausen, die als reichsunmittelbare Herrlichkeit galt, sowie die Vogtei Jade. Die Herrschaft Doorwerth in den Generalstaaten rundete den aldenburgischen Besitz ab. Da Anton II. ohne männliche Erben blieb, wurde auf seinen Antrag am 1. Juni 1731 die weibliche Sukzession vom Kaiser zugelassen, sodass Charlotte Sophie die Nachfolge als Erbin dieses Besitzes antreten konnte.
1732 lernte Charlotte Sophie Albrecht Wolfgang (1699–1748), den regierenden Landesherrn des befreundeten Kleinstaates Schaumburg-Lippe, kennen und verliebte sich in ihn.
In der Folge geriet Charlotte Sophies Vater Anton II. in finanzielle Schwierigkeiten, da sein Herrschaftsgebiet, ein Zwergstaat selbst unter den deutschen Kleinstaaten, im äußersten, immer wieder von Sturmfluten heimgesuchten Nordwesten des Heiligen Römischen Reiches, nicht recht lebensfähig war. Anton II. war gezwungen, sich unter anderem von dem Niederländischen Grafen Willem (Wilhelm) von Bentinck (1704–1774), Herr auf Rhoon und Pendrecht, Ratspräsident der Provinzen Friesland und Holland, 337.000 Gulden zu leihen. Diesen Gläubiger wählte Anton dann auch zum Ehemann seiner Tochter Charlotte Sophie, wobei vermutlich allein die Staatsraison bzw. das persönliche Interesse des Vaters den Ausschlag bei der Wahl des Ehemannes gaben. Die Heirat fand am 1. Juni 1733 statt gab und war demnach eine Zweck- und Interessenehe, die Charlotte Sophie widerstrebte. Nach der Hochzeit zog Charlotte Sophie mit ihrem Mann als Gräfin Bentinck zunächst nach Den Haag, wo sie ihre zwei Söhne Christian Friedrich (1734–1768) und Johann Albrecht (1737–1775) gebar. Sie hing allerdings weiterhin an dem (mittlerweile in zweiter Ehe wiederverheirateten) Albrecht Wolfgang von Schaumburg Lippe.

### Am Bückeburger Hof (1738–1750)
Nachdem Anton II. 1738 verstorben war, verließ Charlotte Sophie ihren Ehemann und kehrte zunächst zu ihrer Mutter nach Varel zurück. Anscheinend wirkte die Auflösung ihrer Ehe befreiend auf die lebensfrohe Gräfin, denn sie war in den nächsten Jahren fast ständig unterwegs. Überall, wo sie auftauchte, gab sie dem geistigen Leben Impulse, verwirrte aber auch nicht selten die Gesellschaft durch ihre Intrigen.
Nach kurzem Aufenthalt in Varel lebte sie anschließend zunächst als eine Art Favoritin in einer kuriosen Dreierbeziehung bei Albrecht Wolfgang am Bückeburger Hof. Seine Ehefrau, Charlotte, geborene Prinzessin von Nassau-Siegen, verwitwete Fürstin von Anhalt-Köthen, war nämlich ihre Jugendfreundin. Charlotte Sophie wurde von Albrecht Wolfgang schwanger, der erste Sohn wurde 1739 geboren und trug den Namen Karl von Donop. Am 15. April 1740 wurde sie von Graf Bentinck geschieden. 1745 wurde ein zweiter Sohn geboren, er trug den Namen Carl Wilhelm Weisbrod.
Im Jahr 1740 begannen Albrecht Wolfgangs eheliche Söhne Georg und Wilhelm mit ihrem Studium im holländischen Leyden. Hier lernten sie den damals schon berühmten Vordenker der Aufklärung Voltaire kennen, der in Den Haag damit befasst war, den „Anti-Machiavell“, das Erstlingswerk des Preußischen Kronprinzen Friedrich, für den Druck vorzubereiten. Das Werk wurde im November 1740, wohl angeregt durch Johann Heinrich Meister, dem Erzieher von Albrecht Wolfgangs Sohn Wilhelm, auch am Bückeburger Hof gelesen. Auf dem Rückweg nach Berlin besuchte Voltaire vom 9. bis 11. Dezember 1740 den Hof in Bückeburg, wo er neben Graf Albrecht Wolfgang auch Charlotte Sophie kennenlernte. Von dem Besuch zeugt ein Dankesbrief Voltaires an Albrecht Wolfgang aus Herford vom 12. Dezember 1740. Er gilt als Ursprung der engen Freundschaft zwischen Charlotte Sophie und Voltaire. Weiterhin gilt die Begegnung in dem damals schön ausgestatteten Schloss Bückeburg – den neueren Forschungen des Voltaire-Forschers Frédéric Deloffre zufolge – als Keimzelle von Voltaires Roman Candide. Nach dessen Ansicht verbirgt sich hinter dem Schloss Tonder-ten-Tronkh das Schloss Bückeburg, hinter Kunigunde die Gräfin Charlotte Sophie Bentinck selbst („rotwangig, frisch, mollig und appetitlich“, so in Kapitel I, „die erlauchte Westfalin“ in Kapitel XXII), hinter der Titelfigur Candide der Verfasser Voltaire selbst und hinter Candides Erzieher Pangloss Johann Heinrich Meister.
Gemeinhin galt Charlotte Sophie seit dem mit der Scheidung verbundenen Debakel als verschwendungs- und geltungssüchtige Dame. Seit sie selbst die Regierung über Varel und Kniphausen ausübte, verzögerte sie die Auszahlung der dem geschiedenen Grafen Bentinck zustehenden Apanage und führte auch nicht die für das Kapital von 337 000 Gulden fälligen Zinsen an die weiteren holländischen Gläubiger ab. Bentinck bat den dänischen König Christian V., der den Ehevertrag zwischen den jetzt verfeindeten Gatten garantiert hatte, um Vermittlung. Mit Zustimmung des Kaisers übernahm Christian V. den Vorsitz einer Untersuchungskommission zur Feststellung der Schulden des gräflich Aldenburgischen Hauses. Diese stellte fest, dass Charlotte Sophie in sieben bis acht Jahren über 60 000 Taler Schulden gemacht hatte, dreimal so viel, wie sie aufgrund ihrer Einkünfte hätte ausgeben dürfen. Um die Forderungen der Gläubiger wenigstens teilweise befriedigen zu können, stellte die Kommission die aldenburgischen Güter, soweit sie dem Zugriff der dänischen Regierung offenstanden, schließlich unter Zwangsverwaltung.
Die nicht unter dänischer Oberhoheit befindliche Herrschaft Kniphausen konnte Charlotte Sophie zunächst als Pfand behalten. Nachdem William Bentinck den dänischen König zu Hilfe gerufen hatte, nutzte sie auch die Freundschaft zu Albrecht Wolfgang, um mit seinem Rückhalt als deutschem Reichsfürsten vor dem Reichshofrat prozessieren zu können. Albrecht Wolfgangs plötzlicher Tod am 24. September 1748 war für sie demnach ein schwerer Schlag. Sein Sohn Wilhelm trat die Nachfolge an und begann das fast bankrotte Land zu sanieren. Charlotte Sophie war daraufhin gezwungen, den Hof in Bückeburg zu verlassen und sich einen neuen Schutzherrn zu suchen.

### In Berlin (1750–1757)
Um ihre stark gefährdete Rechtsposition gegenüber William Bentinck zu halten, suchte Charlotte Sophie daher nun die Nähe Friedrichs II., der inzwischen Preußischer König geworden war. Von 1750 bis 1754 hielt sie sich in Berlin auf und traf dort auch erneut mit Voltaire zusammen, mit dem sie ihre enge Freundschaft weiter pflegte, wie der ausgiebige Schriftwechsel bezeugt. Charlotte Sophies Hoffnung, dass Friedrich II. ihre Ansprüche gegenüber William Bentinck durchsetzen könne, erfüllten sich allerdings nicht. Ein Grund hierfür war, dass ihr anfänglich gutes Verhältnis zum König durch ihre Taktlosigkeiten und die Streitigkeiten zwischen Friedrich II. und Voltaire mehrmals stark belastet wurde. Voltaire verließ Berlin schließlich 1753. Am 18. August 1754 stimmte Charlotte Sophie einer vom französischen Gesandten in Berlin formulierten Erklärung zu, durch die sie schließlich ihre Ansprüche auf Varel und Kniphausen gegen Garantierung einer jährlichen Rente aufgab. Solange ihre Mutter lebte, sollte sie jährlich 8 000 Rtl. erhalten, nach deren Tode 14 000 Rtl. Durch einen gleich danach von ihr vorgebrachten Einspruch erreichte Charlotte Sophie lediglich einen Aufschub von etwa drei Jahren. Immerhin bewahrten bis dahin zwölf preußische Soldaten aus Ostfriesland Kniphausen vor dem Zugriff des Grafen Bentinck. Nach der Bestätigung des Bentinckschen Vergleichs durch den Kaiser und den dänischen König musste Charlotte Sophie dem Bevollmächtigten ihres früheren Gemahls im März 1757 auch Kniphausen überlassen. Varel und Kniphausen gingen nun in den Besitz ihrer beiden ehelichen Söhne mit dem Grafen über. Charlotte Sophie gab aber auch jetzt nicht auf.

### In Wien und Jever (1757–1768)
1757 siedelte Charlotte Sophie nach Wien über. Von dort aus prozessierte sie weiter um ihr aldenburgisches Erbe. Trotz der persönlichen Unterstützung durch die Kaiserin Maria Theresia blieb der Erfolg aber schließlich aus und sie musste ihr Vorhaben endgültig aufgeben. 1758 reiste sie nach Venedig, durch Italien, die Schweiz und schließlich nach Les Délices, den Landsitz Voltaires bei Genf, wo in diesem Jahr der Roman Candide oder der Optimismus entstand. Nach einigen weiteren Jahren in Wien zog Charlotte Sophie 1761 mit kleinem Gefolge unter Rücksichtnahme auf ihre bereits 83-jährige Mutter in der Nähe Varels, und zwar in das anhalt-zerbstische Schloss Jever. Ihre ständigen Zwistigkeiten mit dem dortigen Schlosshauptmann und eine von ihr eingefädelte Intrige machten sie dort dann 1768 zur Persona non grata. Ein Ultimatum zwang sie zur schnellen Räumung der alten Residenz.

### In Hamburg (ab 1768)
Nachdem sich Charlotte Sophie mit mehreren deutschen Höfen überworfen hatte, zog sie 1768 nach Hamburg, wo sie über dreißig Jahre wohnte – länger als an keinem anderen Ort. Hier wohnte sie in prominenter Lage am Jungfernstieg Nr. 3, Ecke Neuer Wall und zog später ins ländliche Eimsbüttel. Wegen der engen persönlichen Beziehungen zur aristokratischen Gesellschaft der Generalstaaten und wegen ihrer zahlreichen Verwandtschaft in England verstand sie sich als Repräsentantin des Adels. In ihrem Salon, den sie aufgrund ihrer vielseitigen literarischen Bildung veranstaltete, verkehrten Diplomaten, die in Hamburg akkreditiert waren und dem Adel angehörten und nach 1789 Angehörige des französischen Adels, die vor den Schrecken der Revolution geflohen waren. Mit ihrem Salon bildete sie einen anerkannten Gegenpol zu den bürgerlichen Zirkeln in Hamburg. Einer dieser Zirkel, genauer der von Elise Reimarus und Margaretha Büsch, gab sich zum Zwecke der Abgrenzung den Namen „Theetisch“.
Ihre Konversationen und Korrespondenz hielt sie mit Vorliebe in französischer Sprache. Charlotte Sophie starb im August 1800 im hohen Alter von 84 Jahren in Hamburg. Sie wurde in der Familiengruft in der Schlosskirche zu Varel beigesetzt.

## Münzsammlung
Charlotte Sophie besaß eine große Münzsammlung. Im Jahr 1787 wurde dazu ein Verzeichnis in 3 Bänden erstellt. Die Abbildungen der Münzen waren von ihrem Sohn Carl Wilhelm Weisbrod (1746–1806) gestochen worden, der das Handwerk eines Kupferstechers als Schüler von Johann Georg Wille erlernt hatte. Diese Münzsammlung kam auf dem Weg der Erbschaft an ihren Sohn Karl von Donop. Ein Verkauf der Sammlung gelang damals nicht. 1815 verlegte der Numismatiker Friedrich von Schlichtegroll eine Übersicht über die Bibliothek der Sammlung. Die Sammlung wurde bekannt, da die Echtheit einiger Stücke infrage gestellt wurde.

## Schirmherrschaft
- 1746: Accumer Mühle

## Werke und Briefe
En chemin. Charlotte Sophie Gräfin Bentincks Reise im Jahre 1758. Reisetagebücher und Briefe an die Mutter. Transkription – Übersetzung – Erläuterungen. Christina Charlotte Randig (Hg.). Hannover, Wehrhahn Verlag 2021, ISBN 978-3-86525-897-7.
- Une femme des lumières. Écrits et lettres de la comtesse de Bentinck 1715–1800. Textes présentés par Anne Soprani et André Magnan. Paris: Editions CNRS 1997. (De l’Allemagne) ISBN 2-271-05055-3.
- Voltaire et sa «grande amie». Correspondance complète de Voltaire et de Mme Bentinck (1740–1778). Ed. de Frédéric Deloffre et Jacques Cormier. Oxford: Voltaire Foundation 2003, ISBN 0-7294-0815-9.

## Literarische Vorlage
Das Leben der Sophie Charlotte bildete die „historische Grundlage“ für den Roman von Ludwig Bechstein „Der Dunkelgraf“.

## Porträt
- Anonym, (Charlotte Sophie Bentinck von Aldenburg (1715–1800). Ehemals im Original (nicht mehr online verfügbar); abgerufen am 13. April 2017. (Seite nicht mehr abrufbar. Suche in Webarchiven)), Porträt, Öl, Größe unbekannt, (Heimatmuseum. Abgerufen am 13. April 2017.)
- Porträt von Charlotte Sophie Gräfin von Bentinck, geb. Reichsgräfin von Aldenburg (1715–1800). Schloß Bückeburg, (Frontispiz in: Das Achtzehnte Jahrhundert, Zeitschrift der Deutschen Gesellschaft für die Erforschung des achtzehnten Jahrhunderts, 1. Heft, 40. Jg., Wallstein, Wolfenbüttel 2016)

## Sekundärliteratur
- 2. Juli. In: Ernst Ahasverus Heinrich von Lehndorff: Dreissig Jahre am Hofe Friedrichs des Grossen, Aus den Tagebüchern des Reichsgrafen Ernst Ahasverus Heinrich von Lehndorff, Friedrich Andreas Perthes, Gotha 1907, S. 162, (Textarchiv – Internet Archive).
 Münzsammlung
- Daniela Williams: Charlotte Sophie Bentinck, Joseph Eckhel and numismatics. In: Virtus. Journal of Nobility Studies. Band 25, 2018, S. 127–143 (academia.edu).
- Hase: Bentinksche Münzsammlung. In: Johann Samuel Ersch, Johann Gottfried Gruber (Hrsg.): Allgemeine Encyclopädie der Wissenschaften und Künste. Band 9, Bene – Bibeh. Gleditsch, Leipzig 1822, S. 46–47 (uni-goettingen.de).
- Die Sammlung der Gräfin von Bentinck. In: Friedrich Schlichtegroll (Hrsg.): Annalen der gesammten Numismatik. Band 1. Baumgärnter, Leipzig 1804, S. 102 (eingeschränkte Vorschau in der Google-Buchsuche).
- Geschichte: Catalogues d‘une Collection de Medailles antiques, faute par la Comtesse Douaire de Bentinck, née Comtesse d‘Altenburg, Dame de Varel, Kniephausen et Doorwerth. Part. Part. in fortlaufenden Zahlen. In: Allgemeine Literatur-Zeitung. 12. November 1787. Band 3, Nr. 271. Jena 1787, S. 386–391 (uni-jena.de – Sehr detaillierte Beschreibung der einzelnen Münzen anhand des Kataloges).
- Bentinck-von Aldenburg, [Charlotte Sophie]: Catalogue d’une collection de médailles antiques. Amsterdam: Eel Suppl. 1788Catalogue d’une collection de médailles antiquesAmsterdam, b. Eels Erben: Supplement au Catalogue d’une Collection de Medailles antiques faite par la Comtesse Douair de Bentinck, née Comtesse d’Aldenburg. Ohne Vorrede und Anhang, 241, S. 4° 1788. In: Allgemeine Literatur-Zeitung. 2. September 1789. Band 3, Nr. 273. Jena 1789, S. 633–636 (uni-jena.de).